# Szczerców
Szczerców è un comune rurale polacco del distretto di Bełchatów, nel voivodato di Łódź.
Ricopre una superficie di 128,91 km² e nel 2004 contava 7 567 abitanti.